# STAT4
STAT4是转录因子中信号转导及转录激活蛋白（STAT蛋白）家族的一员。在幼稚CD4+ T cells发育为Th1细胞的过程和细胞响应IL-12产生IFN-γ的过程中是必需的。

## 结构
人类和鼠类的STAT4基因都位于STAT1基因的附近，这一点暗示了这两个基因由基因重複而来，STAT蛋白都有几个特定的结构域，包括N-端互作结构域，中间的DNA结合结构域，一个SH2结构域以及C-端的转录激活结构域。

## 表达
STAT4 的分布仅限于骨髓细胞、胸腺和睾丸。 在未激活的人类T细胞中，它的表达水平非常低，但它的产生过程会受植物血凝素(PHA)的刺激而增加。

## 激活 STAT4 的细胞因子

### IL-12
白细胞介素IL-12由B细胞和抗原呈递细胞以异源二聚体形式产生。IL-12 与由两个不同亚基（IL12Rβ1 和 IL12Rβ2）组成的 IL-12R 结合，两链激活蛋白激酶JAK-STAT（连接蛋白-信号转导子和转录激活子）信号转导通路，随后是 STAT4 酪氨酸693的磷酸化。然后该途径诱导IFNγ产生和Th1分化。STAT4通过靶向 Runx1 和 Runx3 的启动子区域，对于促进自然杀伤 (NK) 细胞的抗病毒反应至关重要。

### IFNα 和 INFβ
分别由白细胞、成纤维细胞分泌的I型干扰素IFNα和IFNβ 共同调节抗病毒免疫、细胞增殖和抗肿瘤作用。在病毒感染信号通路中，IFNα 或 IFNβ 中的任一个与由 IFNAR1 和 IFNAR2 组成的 IFN 受体 (IFNAR) 结合，紧接着是 STAT1、STAT4 和 IFN 靶基因的磷酸化。在NK细胞病毒感染的初始阶段，STAT1 激活被 STAT4 激活取代。

### IL-23
当暴露于革兰氏阳性/阴性细菌或病毒分子后，单核细胞、活化的树突细胞 (DC) 和巨噬细胞会刺激 IL-23 的积累。受体IL-23包含IL12β 1和IL23R亚基，其在IL-23结合促进磷酸化STAT4。在慢性炎症中，IL-23/STAT4 信号通路参与诱导 Th17 促炎性 T 辅助细胞的分化和扩增。
此外，已知其他细胞因子如 IL2、IL 27、IL35、IL18 和 IL21 亦可激活 STAT4。

## 靶标基因
STAT4可结合人类基因组中的数百个位点，其中包括许多细胞因子（IFN-γ、TNF）、受体(IL18R1, IL12rβ2, IL18RAP)和信号因子（MYD88）的启动子区域。

## 延伸阅读
- Svenungsson E, Gustafsson J, Leonard D, Sandling J, Gunnarsson I, Nordmark G, Jönsen A, Bengtsson AA, Sturfelt G, Rantapää-Dahlqvist S, Elvin K, Sundin U, Garnier S, Simard JF, Sigurdsson S, Padyukov L, Syvänen AC, Rönnblom L. . Ann Rheum Dis. 2010, 69 (5): 834–40. PMID 19762360. doi:10.1136/ard.2009.115535.